# Bitheca ejuncida
Bitheca ejuncida är en tvåvingeart som beskrevs av Marshall 1987. Bitheca ejuncida ingår i släktet Bitheca och familjen hoppflugor. Inga underarter finns listade i Catalogue of Life.